# Оксинт
Оксинт (на старогръцки: Οξύντης, Oxyntes) в гръцката митология е цар на Атика (1147 – 1135 пр.н.е.) след Троянската война.
Той е син на Демофонт (син на Тезей), и Филида (дъщеря на тракийския цар на бисалтите Ситон). Баща е на Афидант и Тимет, които един след друг го последват на трона.